# Holló István (mérnök)
Holló István (Arad, 1903. július 18. – Budapest, 1984. február 26.) vízépítő mérnök, a Vízminőségi Felügyelet első vezetője.

## Életpályája
Szülei: Holló István és Gruber Vilma voltak. 1927-ben végzett a budapesti Műegyetemen. 1927-ben, Budapesten gépgyári gyakornok volt. 1928–1950 között a magyarországi Eternit Művek mérnöke, majd főmérnöke volt. 1930-tól a Magyar Hidrológiai Társaság tagja, 1971–1984 között tiszteletbeli tagja volt. 1950–1957 között az Országos Vízügyi Hivatal, a Nehézipari Minisztérium és az Országos Vízügyi Főigazgatóság vízellátási-csatornázási részlegének főmérnöke volt. 1957–1959 között a Víziber szaktanácsadója volt. 1959–1965 között a Mélyépítési Tervező Iroda (Mélyépterv) szaktanácsadójaként dolgozott. 1965–1967 között az Országos Vízügyi Főigazgatóságon a Vízellátási és Csatornázási Főosztály mérnöke, 1966–1967 között a Vízminőségi Felügyelet vezetője volt. 1967–1971 között a Víziterv Ellenőrzési Osztályának szaktanácsadója volt.

### Munkássága
A hazai felszíni és felszín alatti vizek minőségi számbavételét, besorolását és folyamatos ellenőrzését irányította. Szakirodalmi tevékenységében fontos a Vízellátás (1954) című könyve, amely az elsők közt foglalta össze a mérnököknek e témakört. Több egyetemi jegyzet, cikk és tanulmány szerzőjeként behatóan foglalkozott a vízellátás, a vízvédelem, az egészségügyi mérnökképzés kérdéskörével valamint a külföldi szakmai tapasztalatok közzétételével.
Sírja a Farkasréti temetőben található (33/3-3-44).

## Művei
- Néhány külföldi állam vízellátási tevékenysége (Vízügyi Közlemények, 1939)
- Vasbeton és más cement alapanyagú nyomócsövek (Böröcz Imrével; A Mérnöki Továbbképző Intézet előadásai. Budapest, 1952)
- Alföldi városaink vízellátása (Hidrológiai Közlöny, 1953)
- A vízfolyások szennyeződéstől való védelme a Szovjetunióban (Vízügyi Közlemények, 1953)
- Vízellátás (monográfia, Budapest, 1954)
- Árvízi tapasztalatok a városi víz- és csatornaművekkel kapcsolatban (Vízügyi Közlemények, 1955)
- A Nemzetközi Vízellátási Szövetség (IWSA) kongresszusai – A hollandiai állami vízellátási intézet és munkásságának eredményei (Vízügyi Közlemények, 1957)
- Az ivóvízellátás helyzete hazánkban (Vízügyi Közlemények, 1958)
- Szennyvíztisztító berendezések és csatornahálózatok működése, kezelése és karbantartása (Hidrológiai Közlöny, 1960)
- Az egészségügyi mérnökképzés helyzete külföldön (Vízgazdálkodás, 1962)
- Az azbesztcement nyomócső (Vízügyi Közlemények, 1963)
- Vízvezetéki csőhálózatok hibái és a kármegelőzés újabb lehetőségei (Hidrológiai Közlöny, 1963)
- Vízellátás és vízkezelés I–II. kötet. (Egyetemi jegyzet; Budapest, 1964)
- Vízminőségi felügyelet hazánkban és külföldön (Kádár Lászlóval; Vízgazdálkodás, 1965)
- A vizek tisztaságának védelme (Hidrológiai Közlöny, 1967)
- A vízminőség-védelem hatékonyságának feltételei (Hidrológiai Tájékoztató, 1967)
- A vízvédelem időszerű kérdései (Hidrológiai Tájékoztató, 1968).

## Díjai
- Bogdánfy Ödön-emlékérem (1958)